# سامشویلده (روستا)
سامشویلده (به گرجی: სამშვილდე، به ارمنی: Սամշվիլդե) یک منطقهٔ مسکونی در گرجستان است که در شهرداری تتری تسقارو واقع شده‌است. سامشویلده ۴۴۳ نفر جمعیت دارد و ۸۶۰ متر بالاتر از سطح دریا واقع شده‌است.

## مردم
بر اساس سرشماری سال ۲۰۱۴ در کشور گرجستان این روستا ۴۴۳ نفر جمعیت داشته است که ۹۸ درصد مردم آن ارمنی بوده‌اند.
| جمعیت | سرشماری ۲۰۰۲ | سرشماری ۲۰۱۴ |
| ----- | ------------ | ------------ |
| کل    | ۵۱۷          | ۴۴۳          |